# 청둥구

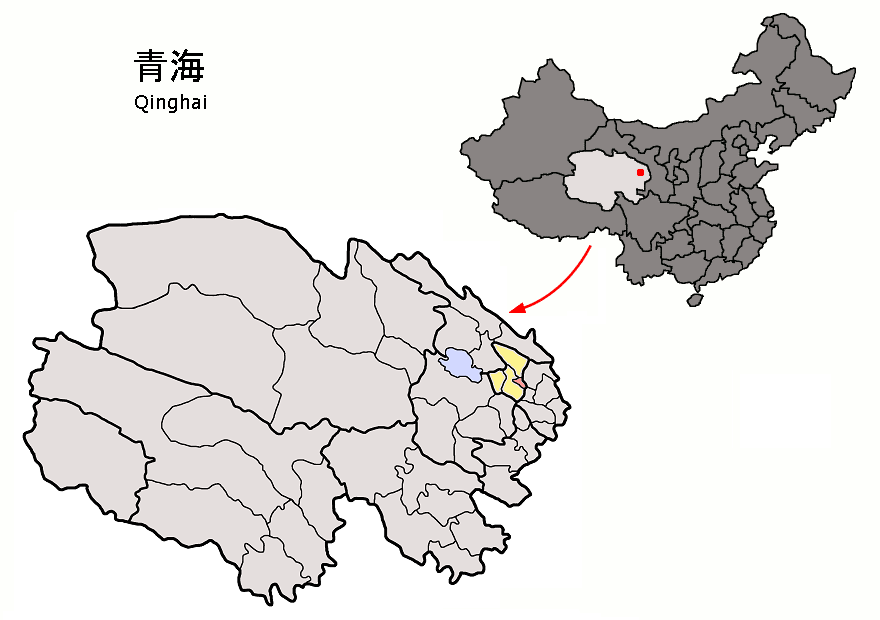
시닝 시구의 위치

청둥구(한국어: 성동구, 중국어: 城东区, 병음: Chéngdōng Qū)는 중화인민공화국 칭하이성 시닝 시의 현급 행정구역이다. 넓이는 115km2이고, 인구는 2007년 기준으로 230,000명이다.

## 인구
한족, 후이족, 티베트족, 만주족, 투족 등 27개 민족이 거주한다. 이 중 후이족이 29%를 차지하고 기타 소수민족이 3%를 차지한다.

## 기후
연평균 기온은 4.9°C이고 연평균 강수량은 379mm이다.

## 행정 구역
7개 가도, 2개 진을 관할한다.
- 가도: 东关街道, 清真巷街道, 大众街街道, 周家泉街道, 火车站街道, 八一路街道, 林家崖街道, 乐家湾镇.
- 진: 乐家湾镇, 韵家口镇.